# Helfried von Meggau

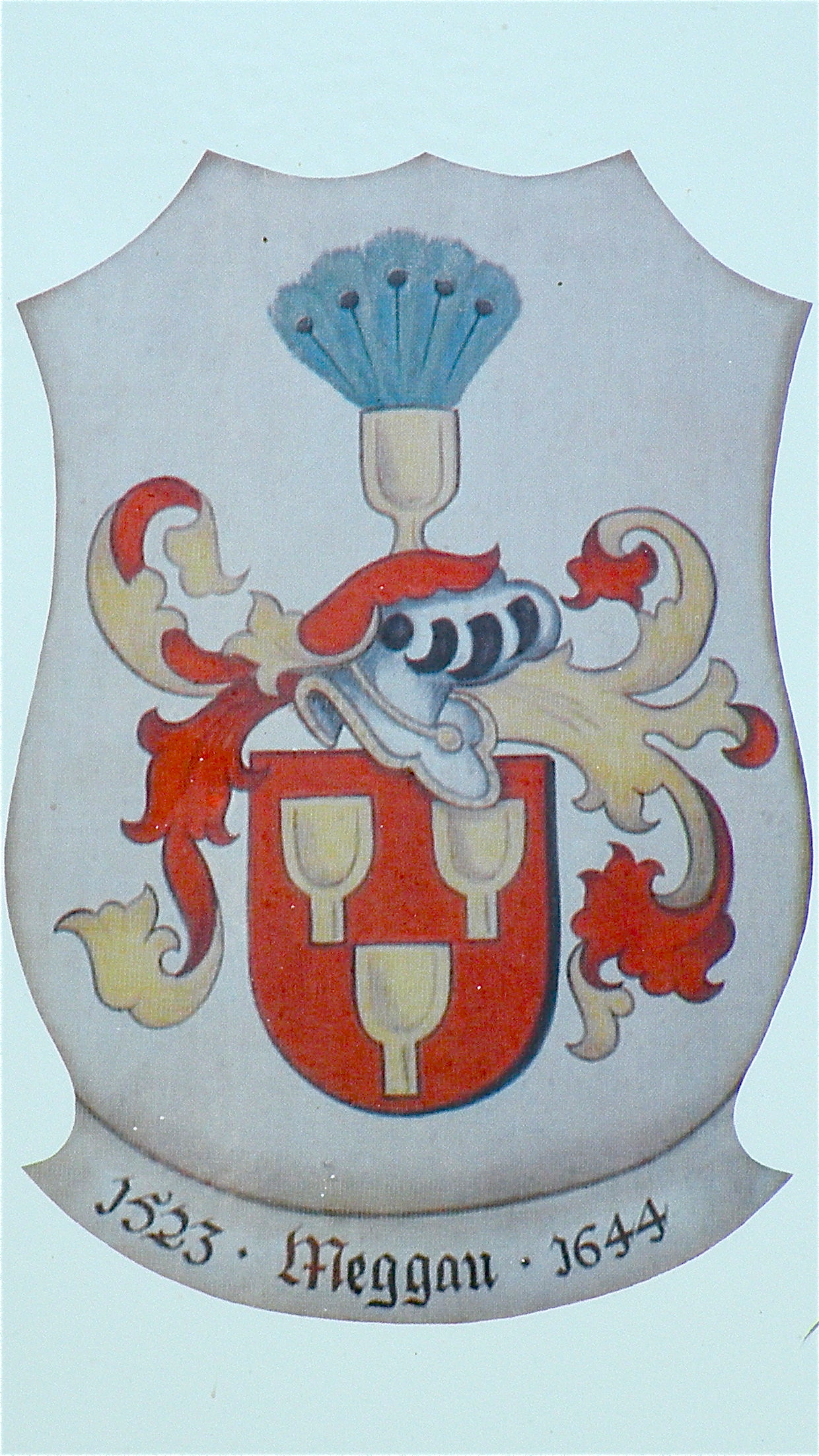
Wappen der Herren von Meggau, Burg Kreuzen

Helfried von Meggau (auch Helfrich von Meggau geschrieben; * um 1470; † 6. Februar 1539 in Linz) war von 1523 bis 1533 Landeshauptmannschaftsverwalter und von 1533 bis 1539 Landeshauptmann von Oberösterreich.

## Leben
Die Familie Meggau stammte ursprünglich aus Meißen und stand seit der Zeit Kaiser Maximilians I. im Dienst der Habsburger. Helfried war vom 6. Oktober 1503 bis zum 5. August 1526 Pfandbesitzer der Herrschaft Mauer bei Wien und erwarb 1523 die Herrschaft Kreuzen in Oberösterreich. Während der Ersten Wiener Türkenbelagerung gehörte  Helfried als Abgeordneter von Oberösterreich dem im belagerten Wien gebildeten Kriegsrat an. Er wurde in der Pfarrkirche Kreuzen begraben.

## Familie
Helfried von Meggau war mit Veronica von Mainburg verheiratet. Unter seinen Nachkommen war Ferdinand Helfried von Meggau († 1585), der ebenfalls Landeshauptmann des Landes ob der Enns wurde.

## Würdigung
Die Meggaugasse in Liesing (Wien) wurde am 19. Dezember 1929 vom Gemeinderat Mauer nach Helfried von Meggau benannt.